# Plomari (Gemeindebezirk)
Plomari (griechisch Πλωμάρι) ist ein Gemeindebezirk der Gemeinde Mytilini auf der griechischen Insel Lesbos. Der Gemeindebezirk erstreckt sich im Süden der Insel auf einer Fläche von 121,934 km². Er hat 5602 Einwohner (2011) und ist in einen Stadtbezirke und sieben Ortsgemeinschaften untergliedert. Angrenzende Gemeindebezirke sind im Westen Polichnitos, im Norden Agiasos und im Osten Gera. 

## Verwaltungsgliederung
Der Gemeindebezirk Plomari ging 2011 aus der gleichnamigen Gemeinde hervor, die anlässlich der Gebietsreform 1997 aus der damaligen Gemeinde und sechs weiteren Landgemeinden gegründet worden war. Seit der Korrektur der Verwaltungsreform 2019 zählt Plomari zur Gemeinde Mytilini.
| Stadtbezirk Ortsgemeinschaft | griechischer Name             | Code     | Fläche (km²) | Einwohner 2001 | Einwohner 2011 | Dörfer und Siedlungen                                               |
| ---------------------------- | ----------------------------- | -------- | ------------ | -------------- | -------------- | ------------------------------------------------------------------- |
| Plomari                      | Δημοτική Κοινότητα Πλωμαρίου  | 53011201 | 40,562       | 3673           | 3276           | Plomari, Agios Isidoros, Ano Chorio, Kato Chorio, Kournela, Mesouna |
| Akrasi                       | Τοπική Κοινότητα Ακρασίου     | 53011202 | 11,858       | 0445           | 0228           | Akrasi, Drota, Paralia Drotas                                       |
| Ambeliko                     | Τοπική Κοινότητα Αμπελικού    | 53011203 | 21,011       | 0230           | 0326           | Ambeliko                                                            |
| Megalochori                  | Τοπική Κοινότητα Μεγαλοχωρίου | 53011204 | 10,502       | 0455           | 0347           | Megalochori, Spides                                                 |
| Neochori                     | Τοπική Κοινότητα Νεοχωρίου    | 53011205 | 08,173       | 0302           | 0169           | Neochori                                                            |
| Paleochori                   | Τοπική Κοινότητα Παλαιοχωρίου | 53011206 | 10,138       | 0530           | 0338           | Paleochori, Melinda, Pachidi                                        |
| Plagia                       | Τοπική Κοινότητα Πλαγιάς      | 53011207 | 10,872       | 0723           | 0618           | Plagia, Agia Varvara, Evangelistria, Milees                         |
| Trygonas                     | Τοπική Κοινότητα Τρύγονα      | 53011208 | 08,818       | 0340           | 0300           | Trygonas, Kolymvatera                                               |
| Gesamt                       | Gesamt                        | 530112   | 121,934      | 6698           | 5602           |                                                                     |